# Базалу
Базалу (Besalú) — іспанський муніципалітет і місто в провінції Жерона, автономне співтовариство Каталонія. Належить до регіону Ла-Гарроша та має населення 2480 habitantes. Місто є туристичним центром завдяки своїй середньовічній архітектурі.

## Географія
Базалу — це середньовічне поселення, розташоване на висоті 150 метрів і має площу 4,92 км².
Він розташований на перехресті трьох регіонів: Альт-Ампурдан, Пла-де-л'Естані та Ла-Гарроша. Це 31 км від Жирони. 
Місто розташоване в центрі муніципального району. Термін перетинають дві річки, Капеллада на півночі та Флувія на півдні, біля підніжжя Серро-Корнадор.

## Історія

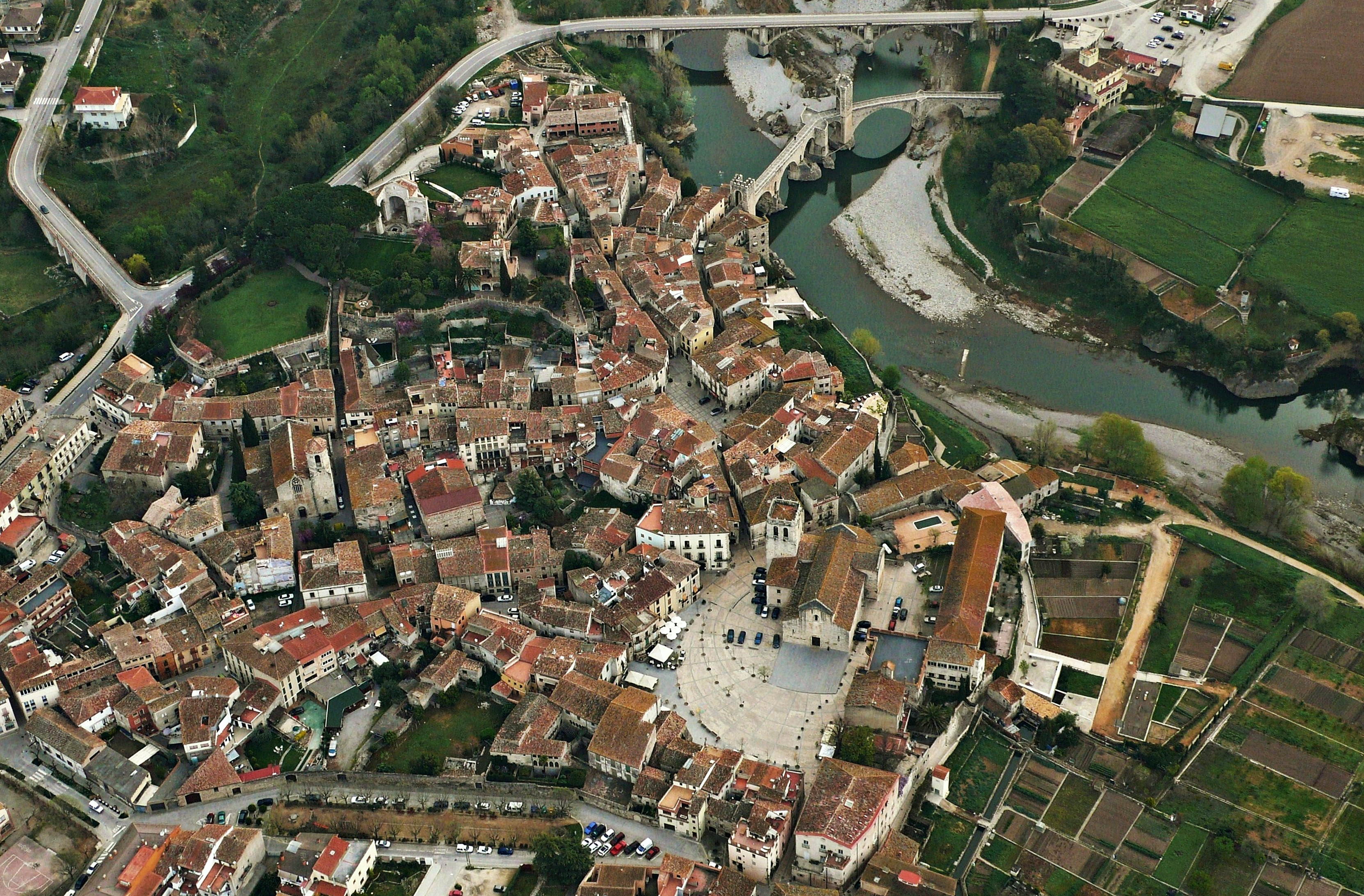
Фото історичної території, внесеної до реєстру культурної спадщини Іспанії.

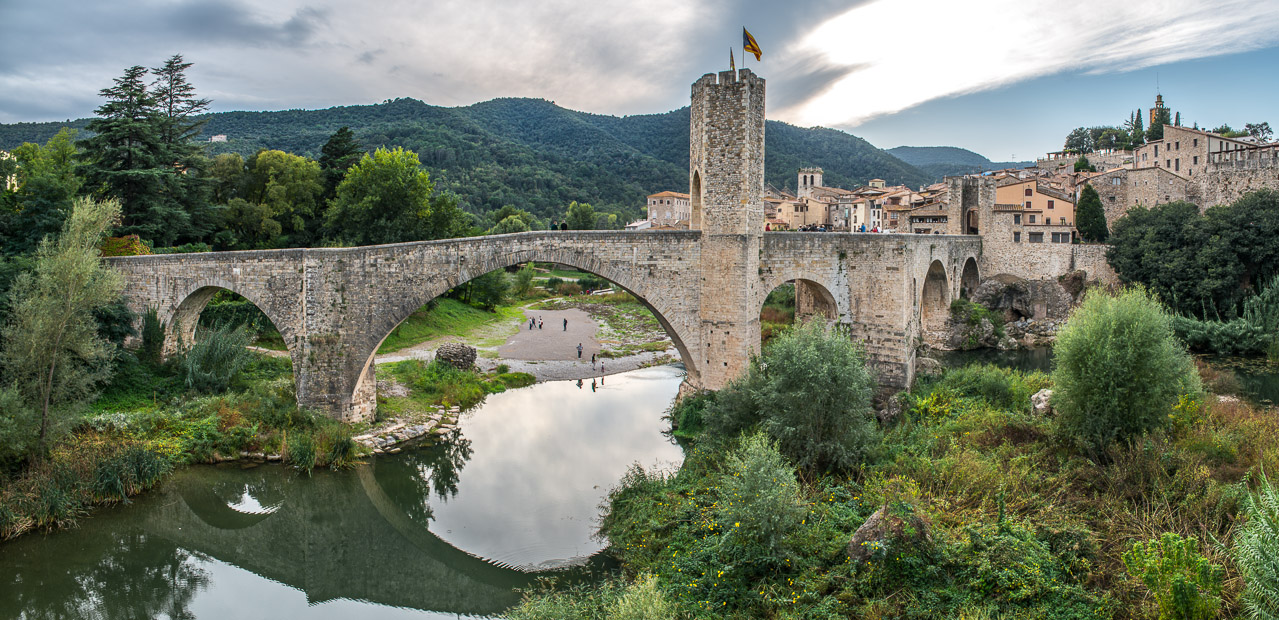
Вид на міст

Походженням міста був замок Базалу, документально підтверджений у siglo, побудований на вершині пагорба, де знаходяться залишки канонічної церкви Санта-Марія, в ранньому середньовіччі. Сучасне планування міста не зовсім відповідає його первісному стану, але воно дає можливість широко прочитати урбанізацію середньовіччя з існуванням важливих будівель: міст, єврейські лазні, церква монастиря Сан Педро з Базалу та Сан-Хуліана, старий шпиталь для паломників, будинок Корнелла, церква Сан-Вісенте та готична кімната палацу Королівської курії.
В 19 сторіччі під час Війни за незалежність відбулася битва з перемогою іспанських військ під командуванням Хуана Клароса.
У 1966 році його було оголошено «Національним історико-мистецьким місцем » через його велику архітектурну цінність. Наразі Бесалу розробляє важливий соціальний і туристичний проект, позначаючи історичний центр, щоб підкреслити туристичні визначні пам’ятки міста, і проводить розкопки для дослідження різних археологічних знахідок.

## Економіка
З середини ХХ століття сільське господарство перестало бути основною діяльністю через зростання міст та індустріалізацію. Переважають посіви ячменю, кукурудзи та сіна.
В даний час основними джерелами прибутку є промисловість і туризм. Багато галузей промисловості були побудовані з 1960 року, особливо виділяються текстильні, металеві та гіпсові кар’єри. Туризм і, у свою чергу, третинний сектор є важливим джерелом доходу завдяки історичним пам'яткам і деяким щорічним святкуванням культурного інтересу. 